# 市道136號
市道136號（龍井－龜溝），是位於台灣中部的市道，西起臺中市龍井區新庄子，東至南投縣國姓鄉龜溝，全長共計49.624公里。

## 歷史沿革
2004年3月16日，中華民國交通部公告解編縣道136號0K至11k+694路段，起點修正至龍井鄉後壁崙。當時向上路七段至九段尚未開闢，但完工後至今臺中市政府並未申報編號。

## 行經行政區域
| 臺中市        | 龍井區 | 新庄子       | 0.000  | （地區道路） | 公路起點                        |
| 臺中市        | 龍井區 | 南寮         | －     | 中75線       |                                 |
| 臺中市        | 大肚區 | 蔗廍         | －     | （地區道路） |                                 |
| 臺中市        | 南屯區 | 知高         | －     | （地區道路） |                                 |
| 臺中市        | 南屯區 | 知高         | －     | （地區道路） | 0                               |
| 臺中市        | 西屯區 | 下七張犁     | －     | （地區道路） |                                 |
| 臺中市        | 南屯區 | 知高         | 6.900  | 市道125號    |                                 |
| 臺中市        | 南屯區 | 南屯交流道   | 7.300  | 國道一號     | 國道一號無北上出口              |
| 臺中市        | 南屯區 | －           |        |              |                                 |
| 臺中市        | 南屯區 | 南屯交流道   | －     | 國道一號     | 無西行出口 國道一號僅設北上出入 |
| 臺中市        | 南屯區 | 南屯二交流道 | 7.800  | 台74線       |                                 |
| 臺中市        | 南屯區 | 新庄子       | －     | （地區道路） |                                 |
| 臺中市        | 南屯區 | 三塊厝       | －     | （地區道路） |                                 |
| 臺中市        | 南屯區 | 永定厝       | －     | （地區道路） |                                 |
| 臺中市        | 南屯區 | 南屯市區     | 9.700  | 市道127號    |                                 |
| 臺中市        | 南屯區 | －           |        |              |                                 |
| 臺中市        | 南屯區 | 田心         | －     | （地區道路） |                                 |
| 臺中市        | －     |              |        |              |                                 |
| 臺中市        | 南區   | 半平厝       | －     | （地區道路） |                                 |
| 臺中市        | 西區   | 土庫         | －     | （地區道路） |                                 |
| 臺中市        | 西區   | －           |        |              |                                 |
| 臺中市        | 西區   | 公館         | 13.200 | 台1乙線      |                                 |
| 臺中市        | 南區   | 臺中市區     | －     | （地區道路） |                                 |
| 臺中市        | 南區   | 臺中市區     | －     |              |                                 |
| 臺中市        | 南區   | 臺中市區     | －     | （地區道路） |                                 |
| 臺中市        | 東區   | 臺中市區     | －     | （地區道路） |                                 |
| 臺中市        | 東區   | 新           | 17.300 | 台3線        |                                 |
| 臺中市        | 東區   | 旱溪         | 17.300 | 台3線        | 0                               |
| 臺中市        | 東區   | 旱溪         | －     | （地區道路） |                                 |
| 臺中市        | 東區   | －           |        |              |                                 |
| 臺中市        | 東區   | 舊廍         | －     | （地區道路） |                                 |
| 臺中市        | －     |              |        |              |                                 |
| 臺中市        | 太平區 | 太平市區     | －     | 中102-1線    | 中102-1線起點                   |
| 臺中市        | 太平區 | 太平市區     | －     | 中89-2線     |                                 |
| 臺中市        | 太平區 | 太平市區     | －     | 中130線      | 中130線終點                     |
| 臺中市        | 太平區 | 虎頭山腳     | 21.800 | 市道129號    | 與市道129號共線起點             |
| 臺中市        | 太平區 | －           |        |              |                                 |
| 臺中市        | 太平區 | 坑口         | 22.500 | 市道129號    | 與市道129號共線終點             |
| 臺中市        | 太平區 | －           |        |              |                                 |
| 臺中市        | 太平區 | 頭汴坑       | 24.613 | 中99線       | 中99線終點                      |
| 臺中市        | 太平區 | －           |        |              |                                 |
| 臺中市        | 太平區 | 焿仔寮坪     | －     | （地區道路） |                                 |
| 臺中市        | 太平區 | －           |        |              |                                 |
| 臺中市        | 太平區 | 土地公崁     | －     | （地區道路） |                                 |
| 臺中市        | 太平區 | －           |        |              |                                 |
| 臺中市        | 太平區 | 大灣         | －     | （地區道路） |                                 |
| 臺中市        | 太平區 | －           |        |              |                                 |
| 臺中市        | 太平區 | 鹿肚石坑     | 29.250 | 中100線      | 中100線起點                     |
| 臺中市        | 太平區 | －           |        |              |                                 |
| 臺中市        | 太平區 | 獐稠         | －     | （地區道路） |                                 |
| 臺中市        | 太平區 | －           |        |              |                                 |
| 臺中市        | 太平區 | 制波坑       | －     | （地區道路） |                                 |
| 臺中市        | 太平區 | －           |        |              |                                 |
| 臺中市        | 太平區 | 敕桃坪       | －     | （地區道路） |                                 |
| 臺中市        | 太平區 | 敕桃坪       | －     |              |                                 |
| 臺中市        | 太平區 | 敕桃坪       | －     | （地區道路） |                                 |
| 臺中市        | 太平區 | 敕桃坪       | －     |              |                                 |
| 臺中市        | 太平區 | 敕桃坪       | －     | （無）       |                                 |
| 臺中市        | 太平區 | 敕桃坪       | －     |              |                                 |
| 臺中市        | 太平區 | 敕桃坪       | －     | （無）       |                                 |
| 臺中市        | 太平區 | 敕桃坪       | －     |              |                                 |
| 臺中市        | 太平區 | 敕桃坪       | －     | （地區道路） |                                 |
| 南投縣        | 國姓鄉 | 鹿食水       | －     | （地區道路） |                                 |
| 南投縣        | 國姓鄉 | 鹿食水       | －     |              |                                 |
| 南投縣        | 國姓鄉 | 鹿食水       | 40.756 | （地區道路） |                                 |
| 南投縣        | 國姓鄉 | －           |        |              |                                 |
| 南投縣        | 國姓鄉 | 墘溝         | －     | （地區道路） |                                 |
| 南投縣        | 國姓鄉 | 墘溝         | －     |              |                                 |
| 南投縣        | 國姓鄉 | 墘溝         | －     | （地區道路） |                                 |
| 南投縣        | 國姓鄉 | 墘溝         | －     |              |                                 |
| 南投縣        | 國姓鄉 | 墘溝         | －     | （地區道路） |                                 |
| 南投縣        | 國姓鄉 | 墘溝         | －     |              |                                 |
| 南投縣        | 國姓鄉 | 墘溝         | －     | （地區道路） |                                 |
| 南投縣        | 國姓鄉 | 墘溝         | －     |              |                                 |
| 南投縣        | 國姓鄉 | 墘溝         | －     | （地區道路） |                                 |
| 南投縣        | 國姓鄉 | 墘溝         | －     |              |                                 |
| 南投縣        | 國姓鄉 | 墘溝         | －     | （地區道路） |                                 |
| 南投縣        | 國姓鄉 | －           |        |              |                                 |
| 南投縣        | 國姓鄉 | 龜溝         | 49.624 | 台14線       | 公路終點                        |
| 共線 半套匝道 |        |              |        |              |                                 |

未納編路段
| 臺中市   | 梧棲區                  | 安良港         | －           | 台17線       | 未納編路段起點          |
| 臺中市   | 梧棲區                  | 龍井交流道     | －           | 台61線       |                         |
| 臺中市   | 梧棲區                  | 安良港         | －           | 中59線       |                         |
| 臺中市   | 龍井區                  | 山腳           | －           | 台1線        | 僅設東出西入            |
| 臺中市   | 龍井區                  | 山腳           | － 跨越台1線 |              |                         |
| 臺中市   | 龍井區                  | 山腳           | －           | 台1線        | 僅設西出東入            |
| 臺中市   | － 跨越南勢溪、海岸線   |                |              |              |                         |
| 臺中市   | 沙鹿區                  | 潭仔墘         | －           | （地區道路） | 僅設東出西入            |
| 臺中市   | － 跨越南勢溪           |                |              |              |                         |
| 臺中市   | 龍井區                  | 沒有主要交會點 |              |              |                         |
| 臺中市   | － 跨越地區道路、南勢溪 |                |              |              |                         |
| 臺中市   | 沙鹿區                  | 南勢坑         | －           | （地區道路） | 僅設西出東入            |
| 臺中市   | 沙鹿區                  | 鹿仔港寮       | －           | 中65線       |                         |
| 臺中市   | 沙鹿區                  | 龍井交流道     | －           | 國道三號     | 0                       |
| 臺中市   | 龍井區                  | 龍井交流道     | －           | 國道三號     | 0                       |
| 臺中市   | 龍井區                  | 新庄子         | －           | （地區道路） | 未納編路段終點 公路起點 |
| 半套匝道 |                         |                |              |              |                         |

## 沿線路名
- 向上路
- 五權西路
- 南屯路
- 三民路
- 林森路
- 國光路
- 復興路
- 振興路
- 忠孝路
- 太平路
- 中興路
- 中興東路
- 東平路
- 長龍路
- 中西巷
- 西東巷

## 沿線設施與景點
- 臺中市立四箴國民中學
- 臺中工業區
- 南屯交流道（ 國道一號）
- 南屯二交流道（ 台74線）
- 南屯老街
- 麻園頭溪
- 臺中市西區大勇國民小學
- 臺中仁愛之家附設靜和醫院
- 柳川
- 綠川
- 臺中車站（臺中線）
- 臺中糖廠
- 臺中市太平區太平國民小學
- 臺中市太平區東平國民小學
- 太平蝙蝠洞
- 赤崁頂
- 九九峰
- 南投縣國姓鄉乾溝國民小學

### 休閒活動
市道136號東段起自臺中市太平區一江橋，終至赤崁頂，為臺灣中部著名之自行車訓練道。長約15公里，最高坡度12%。例假日有大量車友在此訓練，赤崁頂也有小吃販賣車為車友服務。